# Tannodia tenuifolia
Tannodia tenuifolia är en törelväxtart som först beskrevs av Ferdinand Albin Pax, och fick sitt nu gällande namn av David Prain. Tannodia tenuifolia ingår i släktet Tannodia och familjen törelväxter.

## Underarter
Arten delas in i följande underarter:
- T. t. glabrata
- T. t. tenuifolia